# Mischocyttarus immarginatus
Mischocyttarus immarginatus är en getingart som beskrevs av Richards 1940. Mischocyttarus immarginatus ingår i släktet Mischocyttarus och familjen getingar. Inga underarter finns listade i Catalogue of Life.